# Раков, Владимир Тихонович
Владимир Тихонович Раков (3 мая 1906, Санкт-Петербург — 22 мая 1969, Петрозаводск) — советский художник-график, главный архитектор Петрозаводска.

## Биография
Владимир Тихонович Раков родился в Петербурге в зажиточной семье. Его юность пришлась на революционные годы.
В середине 1920-х он поступил в Институт гражданских инженеров. За участие в кружке «Космическая академия наук» Ракова и его друзей (включая Дмитрия Сергеевича Лихачёва) отправили в 1928 году на пять лет в Соловецкий лагерь особого назначения.
Пребывание в лагере — та тема, которой Владимир Тихонович никогда не касался, о ней почти ничего не известно.
В концлагере встретился со своей женой — Марией Федоровной Антиох-Вербицкой. В лагере они поженились и родили первого ребёнка — Татьяну Владимировну Ракову.
В конце 1932 г. они были освобождены. Владимиру было запрещено жить в больших городах, и потому он вместе с семьей поселился в Петрозаводске, где стал главным архитектором города. В Петрозаводске родилось ещё четверо его детей — Григорий, Никита, Алексей и Наталья.
Впоследствии брак Владимира Тихоновича с Марией Федоровной распался, и Владимир ушёл к другой женщине — Евгении Львовне Мавроди. Однако, до самой смерти он был в браке с Марией Федоровной.

### Из воспоминаний Дмитрия Сергеевича Лихачева
После освобождения вся жизнь В. Т. Ракова была связана с Петрозаводском. Он работал в строительных организациях, преподавал в строительном техникуме, стал известен в Карелии как инженер-строитель и педагог.
И все эти годы он продолжал развивать свой дар рисовальщика, юмориста, эрудита и сочинителя в избранном кругу близких друзей: архитекторов, писателей, актёров. Его акварели, рисунки пером и карандашом, дружеские шаржи и озорные выдуманные истории, объединённые в альбомы, хранятся в семьях родных и друзей художника. Автор всегда был безукоризненно тактичен со своими персонажами и насмешливо добр.
Героями его талантливых выдуманных рисованных историй становились и провинциальные горожане XVIII-XIX веков, и поморы, и пираты, и солисты цыганского хора, и средневековые рыцари, и древние греки.
А прототипами этих героев служили и сам художник, и его ближайшие родственники, и лучшие, доверенные друзья, их чада и домочадцы.
Владимир Тихонович никогда не был членом союзов художников, не получал почётных званий и наград. Он просто оставил добрую память о себе и своем творчестве, в котором был полностью свободен.